# Yarlen
Yarlen Faustino Augusto (Campinas, 20 febbraio 2006) è un calciatore brasiliano, attaccante del Tondela in prestito dal Botafogo.

## Carriera
Cresciuto nel settore giovanile dell'Olaria, nel 2021 passa in quello del Botafogo; debutta in prima squadra il 3 marzo 2024 nell'incontro del Campionato Carioca 2024 vinto 4-2 contro la Fluminense; sette giorni più tardi ha segnato il suo primo gol in una competizione professionistica, nel successo per 2-1 sul Sampaio Corrêa-RJ.
Il 7 maggio ha rinnovato il contratto con il club bianconero fino al 2028 ed il 2 giugno ha esordito in prima divisione brasiliana contro il Corinthians; nel 2024 ha vinto la Coppa Libertadores, nella quale ha giocato 2 partite.
Il 28 luglio 2025 è stato ceduto in prestito al Tondela, club della prima divisione portoghese.

## Statistiche

### Presenze e reti nei club
Statistiche aggiornate al 22 giugno 2024.
| Stagione        | Squadra         | Campionato      | Campionato | Campionato | Coppe nazionali | Coppe nazionali | Coppe nazionali | Coppe continentali | Coppe continentali | Coppe continentali | Altre coppe | Altre coppe | Altre coppe | Totale | Totale | Totale |
| Stagione        | Squadra         | Comp            | Pres       | Reti       | Comp            | Pres            | Reti            | Comp               | Pres               | Reti               | Comp        | Pres        | Reti        | Pres   | Reti   |        |
| --------------- | --------------- | --------------- | ---------- | ---------- | --------------- | --------------- | --------------- | ------------------ | ------------------ | ------------------ | ----------- | ----------- | ----------- | ------ | ------ | ------ |
| 2024            | Botafogo        | A/RJ+A          | 3+4        | 2+0        | CB              | 0               | 0               | CL                 | 2                  | 0                  |             | -           | -           | 9      | 2      |        |
| 2025            | Botafogo        | A/RJ+A          | 9+0        | 0          | CB              | 0               | 0               | CL                 | 0                  | 0                  | CmC         | 0           | 0           | 9      | 0      |        |
| Totale Botafogo | Totale Botafogo | Totale Botafogo | 16         | 2          |                 | 0               | 0               |                    | 2                  | 0                  |             | 0           | 0           | 18     | 2      |        |
| 2025-2026       | Tondela         | PL              | 2          | 0          | CP+CdL          | 0               | 0               | -                  | -                  | -                  | -           | -           | -           | 2      | 0      |        |
| Totale carriera | Totale carriera | Totale carriera | 18         | 2          |                 | 0               | 0               |                    | 2                  | 0                  |             | 0           | 0           | 20     | 2      |        |

## Palmarès

### Club

#### Competizioni internazionali
- Coppa Libertadores: 1

Botafogo: 2024